# Łukasz Klekot
Łukasz Klekot (ur. 13 maja 1989) – polski pięcioboista, wicemistrz Europy, zawodnik ZKS Drzonków.
Srebrny medalista mistrzostw Europy w 2011 roku w konkurencji sztafet (razem z Szymonem Staśkiewiczem i Bartoszem Majewskim) i dwunasty zawodnik w konkurencji indywidualnej. Dwukrotny indywidualny mistrz Polski (2010, 2011). Kandydat do reprezentacji Polski na Letnich Igrzyskach Olimpijskich w 2012 roku. Został wycofany ze startu na Igrzyskach Olimpijskich z powodu stosowania odźywki dozwolonej przed treningami a zabronionej na zawodach, będącego w praktyce środkiem dopingującym.